# Апфельгрош
Апфельгрош (нім. Apfelgroschen) — історична німецька срібна монета типу грош, яка була різновидом гутергроша (нім. Guter Groschen — дослівно, «добрий грош»). Вона карбувалась приблизно з 1570 року і отримала таку назву, завдяки зображенню на її аверсі великої імперської держави (нім. Reichsapfel, райхсапфель — дослівно «імперське яблуко») з написом «24».
Цифра 24 на державі означала, що один апфельгрош дорівнює 1/24 срібного рейхсталера, введеного у 1566 році згідно доповнення до Аугсбурзького монетного статуту 1559 року з вагою 29,23 г срібла 889 проби, або 25,98 г чистого срібла. Тоді як в Південній Німеччині рейхсталер поділявся на крейцери, у державах Північної Німеччини рейхсталер ділили на 24 гроша або 32 шилінга.